# Falcatodon
Falcatodon — викопний рід гієнодонтових ссавців з раннього олігоцену Фаюмської западини в Єгипті.

## Характеристика
Це Hyainailourinae середнього розміру, який відрізняється від Metapterodon зубною морфологією.

## Таксономія
Holroyd (1999) спочатку описав Falcatodon як новий вид Metapterodon, M. schlosseri. Подальше дослідження продемонструвало, що фалькатодон не тільки відрізняється від метаптеродона, але й тісно пов'язаний з ізохіенодоном.